# Daniel Webster Turner
Daniel Webster "Dan" Turner, född 17 mars 1877 i Adams County, Iowa, död 15 april 1969 i Corning, Iowa, var en amerikansk republikansk politiker.
Turner var Iowas guvernör 1931–1933.
Turner studerade vid Corning Academy och deltog i spansk-amerikanska kriget. År 1900 gifte han sig med Alice Sample. Paret fick tre barn: Marjorie, Ned och Thomas. Turner var verksam som affärsman i Iowa och satt i delstatens senat.
Turner efterträdde 1931 John Hammill som Iowas guvernör och efterträddes 1933 av Clyde L. Herring. Frimuraren och presbyterianen Turner avled år 1969 och gravsattes i Corning.